# Mạnh hơn công lý
Mạnh hơn công lý là bộ phim truyền hình thể loại trinh thám - chính kịch của Việt Nam năm 2005 do Nguyễn Quang đạo diễn, biên kịch Khuất Vân Huyền dựa trên tiểu thuyết cùng tên của Võ Khắc Nghiêm. Bộ phim giành được Huy chương Bạc tại Liên hoan Truyền hình toàn quốc năm lần thứ 25 vào năm 2006.

## Nội dung
Hoàng Tú là con của một Thứ trưởng Bộ Công an, lợi dụng chức quyền của bố để tung hoành, ăn chơi. Mặt khác, Tú vẫn còn chút lương tâm và biết những gì mình làm là sai trái.
Dù đã có vợ là Hồng Ngọc nhưng Hoàng Tú vẫn yêu điên cuồng cô vũ nữ Kim Tuyến và khiến cô có thai. Mẹ của Hoàng Tú là bà Năm Hoán can thiệp để bảo vệ hạnh phúc gia đình con trai, bà sẵn sàng khiến Kim Tuyến khiến cô phải bỏ đi nước ngoài. Hoàng Tú thất tình nên quay sang phá phách, chơi bời rồi anh ta gặp được Thúy Quỳnh, chị em sinh đôi với Kim Tuyến và cũng là bạn gái của Đỗ Linh. Vụ án mạng thứ ba xảy ra tại nhà bà Hoán, để che dấu vụ việc bà đã dùng tiềm mua chuộc gia đình nạn nhân và dùng các mối quan hệ của chồng để cản trở cuộc điều tra.
Vì có tiếp xúc với Hoàng Tú nên Thúy Quỳnh trở thành manh mối của vụ án. Đỗ Linh muốn gặp cô để tìm thêm manh mối và đã gặp được Kim Tuyến; nhờ được sự giúp đỡ của Kim Tuyến mà Đỗ Linh đã có bằng chứng chứng minh Hoàng Tú là hung thủ. Để con trai thoát tội, bà Hoán đã tìm cách mua chuộc thậm chí đe dọa Đỗ Linh nhưng không thành, sau đó bà ta thuê được người để nhận tội thay Hoàng Tú. Nhưng cuối cùng Hoàng Tú vẫn không thể thoát tội khi có Kim Tuyến ra toàn làm bằng chứng.

## Diễn viên[5]
- Minh Tiệp trong vai Hoàng Tú
- Linh Nga trong vai Kim Tuyến và Thúy Quỳnh
- Quế Hằng trong vai bà Năm Hoán
- Quang Ánh trong vai Đỗ Linh
- Trần Thạch trong vai Thiếu tá Phái
- Ngọc Dung trong vai Vợ Phái
- Đào Hùng trong vai Tonny Bùi
- Quỳnh Tứ trong vai Hồng Ngọc
- Thanh Hiền trong vai Bà Thư
- Diệu Thuần trong vai Bà Tùng
- Hoàng Mai trong vai Bùi Phê
- Thùy Dương trong vai Kiều Ngân
- Tuấn Quang trong vai Thiếu tá Lâm

## Sản xuất
Để nhận vai Hoàng Tú, diễn viên Minh Tiệp đã từ chối mọi lời mời quảng cáo, đây được xem là vai diễn có tính cách "quậy" nhất nhì sự nghiệp của anh. Bộ phim đánh dấu việc Nguyễn Linh Nga trở lại nghề diễn sau 4 năm vắng bóng và vướng phải những lời đồn không hay sau khi người yêu là Thuyết "Buôn vua" bị bắt, tuy nhiên vai diễn của cô trong phim chưa thực sự thành công. Trong một số bài báo về đời tư của Nguyễn Linh Nga, có trích dẫn việc cô đóng trong phim nhưng lại đăng nhầm ảnh của nghệ sĩ múa Đặng Linh Nga.

### Phần 2
Bộ phim dự kiến có phần 2 với độ dài 13 tập sản xuất vào năm 2007, nhưng phần phim này sau đó không được thực hiện.

### Âm nhạc
- Hai ca khúc chính "Xin lỗi cuộc đời" và "Nụ cười rất lạ" do Tinna Tình sáng tác và thể hiện.[5]
- "Đến bên em" sáng tác: Trần Huân, trình bày: Thùy Dương[5]

## Phát hành
Bộ phim có độ dài 10 tập phát sóng trên kênh 1 của Đài Phát thanh – Truyền hình Hà Nội vào tháng 11 năm 2005 và được biên tập lại, đăng tải trực tuyến trên trang web của Đài vào tháng 4 năm 2024 với độ dài 15 tập.

## Giải thưởng
| Năm  | Giải thưởng                                    | Đề cử / hạng mục                                  | Kết quả        | Chú thích |
| ---- | ---------------------------------------------- | ------------------------------------------------- | -------------- | --------- |
| 2006 | Liên hoan Truyền hình toàn quốc năm lần thứ 25 | Phim dài tập                                      | Huy chương Bạc | [ 2 ]     |
| 2006 | Giải Cánh diều 2005                            | Nguyễn Quang / Đạo diễn phim truyền hình xuất sắc | Đoạt giải      | [ 12 ]    |